# Kreis Suhl-Land
Der Kreis Suhl-Land (bis 1967 Kreis Suhl) war ein Landkreis im Bezirk Suhl der DDR. Von 1990 bis 1994 bestand er als Landkreis Suhl im Land Thüringen fort. Sein Gebiet liegt heute hauptsächlich im Landkreis Schmalkalden-Meiningen in Thüringen. Der Sitz der Kreisverwaltung befand sich in zunächst in Suhl und ab 1967 in Zella-Mehlis.

## Geographie
Der Kreis Suhl-Land grenzte im Uhrzeigersinn im Nordwesten beginnend an die Kreise Schmalkalden, Gotha, Arnstadt, Ilmenau, Stadtkreis Suhl (ab 1967), Hildburghausen und Meiningen.

## Geschichte
Der Kreis wurde mit der Verwaltungsreform in der DDR am 25. Juli 1952 gegründet und bestand bis 1994. Kreisstadt des Kreises war zunächst Suhl. Am 12. Mai 1967 wurde Suhl kreisfrei. Der Kreis wurde in Suhl-Land umbenannt und sein Verwaltungssitz nach Zella-Mehlis verlegt.
Gebildet wurde der Kreis Suhl im Wesentlichen aus dem Landkreis Schleusingen (seit 1946 in Landkreis Suhl umbenannt), dessen Landratsamt bereits im Jahre 1929 von Schleusingen nach Suhl verlegt worden war. Mit Ausnahme der Orte Vesser, Schmiedefeld am Rennsteig und Stützerbach (alle zum Kreis Ilmenau) ging der Landkreis Schleusingen komplett im Kreis Suhl auf. Dazu kamen noch Gehlberg aus dem Landkreis Arnstadt, Oberhof aus dem Landkreis Gotha und die Stadt Zella-Mehlis aus dem Landkreis Meiningen.
Die wichtigsten Wirtschaftszweige im Kreis waren die Industriebetriebe in Suhl (bis 1967) und Zella-Mehlis, der Tourismus entlang des Rennsteigs und die Landwirtschaft am Südwestrand des Kreises. Die wichtigsten Verkehrsadern waren die F 247 und F 280 und die Bahnstrecke Neudietendorf–Ritschenhausen.
Am 17. Mai 1990 wurde der Kreis Suhl-Land in Landkreis Suhl umbenannt. Bis zum 2. Oktober 1990 gehörte der Landkreis Suhl zum Bezirk Suhl, anschließend zum Land Thüringen. Als am 1. Juli 1994 die Thüringer Kreisgebietsreform durchgeführt wurde, kam der südöstliche Teil des Landkreises mit der Stadt Schleusingen zum Landkreis Hildburghausen, der nordwestliche Teil kam zum Landkreis Schmalkalden-Meiningen und die Gemeinde Gehlberg zum Ilm-Kreis. Nur wenige Orte, die direkt an die Stadt Suhl grenzten, wurden dorthin eingemeindet. Suhl blieb eine kreisfreie Stadt.

## Gemeinden
Dem Kreis Suhl bzw. Suhl-Land gehörten die folgenden Gemeinden an:
| - Ahlstädt - Albrechts - Altendambach - Benshausen - Bischofrod - Breitenbach - Christes - Dietzhausen - Dillstädt - Ebertshausen | - Eichenberg - Erlau - Fischbach 1 - Gehlberg - Geisenhöhn 2 - Gethles - Goldlauter 3 - Gottfriedsberg 4 - Grub - Heckengereuth 4 | - Hinternah - Hirschbach - Kühndorf - Mäbendorf 3 - Marisfeld - Oberhof - Oberstadt - Rappelsdorf - Ratscher - Rohr | - Sankt Kilian - Schleusingen, Stadt - Schleusingerneundorf - Schmeheim - Schwarza - Silbach 5 - Suhl, Stadt 6 - Viernau - Wichtshausen - Zella-Mehlis, Stadt |

## Kfz-Kennzeichen
Den Kraftfahrzeugen (mit Ausnahme der Motorräder) und Anhängern wurden von etwa 1974 bis Ende 1990 dreibuchstabige Unterscheidungszeichen, die mit den Buchstabenpaaren OV, OW und OX begannen, zugewiesen. Die letzte für Motorräder genutzte Kennzeichenserie war OZ 20-01 bis OZ 40-00.
Anfang 1991 erhielten der Landkreis und die kreisfreie Stadt Suhl das Unterscheidungszeichen SHL. Es wurde im Landkreis bis zum 30. Juni 1994 ausgegeben.